# Зайцев, Никифор Михайлович

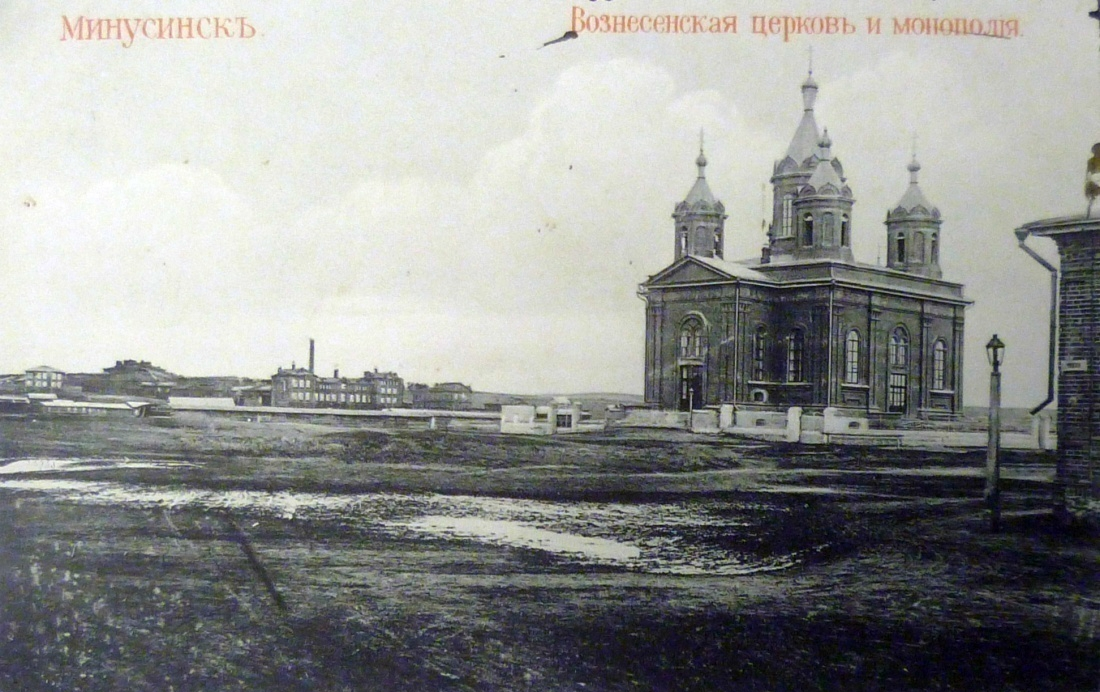
Вознесенский храм в Минусинске

Никифор Михайлович Зайцев (1822—1905) — купец 3-й (1857), 1-й (1885), и 2-й гильдии (1861—1904), меценат, почётный гражданин города Минусинска. Зайцев Н. М. не владел грамотой, но отлично разбирался в торговле. Он занимался торговлей мануфактурными, галантерейными, скобяными, и бакалейными товарами. Вместе со своей супругой Марией Павловной Зайцевой являлся одним из главных жертвователей на строительство Вознесенского храма в Минусинске. Зайцевы вложили несколько десятков тысяч рублей на строительство этого храма. Купцы Зайцевы были одними из самых богатых людей Минусинска и очень много сделали для развития города. В 1862—1871 годах Н. М. Зайцев значится также как один из строителей Троицкой церкви г. Минусинска. В 1875—1881 годах Н. М. Зайцев был избран старостой Спасского собора на два срока подряд и за это время дополнительно украсил храм. В 1903 г Н. М. Зайцевым было пожертвовано 2 тысячи рублей на устройство иконостаса в Никольском приделе Спасского собора.
Н. М. Зайцев являлся работодателем Девятова Федора Федоровича, ставшего позднее известным агрономом и сельским общественным деятелем. Девятов работал у купца Н. М. Зайцева приказчиком с 1863 г и после накопления небольшого капитала, он купил мельницу и полностью посвятил себя крестьянскому труду.

## Биография
В 1854 году крестьянин Н. М. Зайцев (35 лет) значился в разделе «квартирующиеся» в списке прихожан Спасской церкви г. Минусинска вместе со своей первой женой Анастасией Игнатьевной Зайцевой (31 год) и дочерью Марией (8 лет). В работе минусинский купец Н.Зайцев упоминается как выходец из крепостных крестьян. В работе купец Зайцев упоминается как уроженец Владимирской губернии, который начал с небольшой торговли и со временем превратился в богатого купца. Происхождение Н. М. Зайцева из Владимирской губернии подтверждается и в его завещании, согласно которому 2 тысячи рублей завещано на Святой храм Преображения Господня в селе Венец Ковровского уезда Владимирской губернии.
В историческом очерке В. А. Ватина «Город Минусинск» (1822—1922) купец Никифор Зайцев упоминается вместе со своим братом как купцы 2-й гильдии. Брат Н. М. Зайцева — Михаил в начале 1860-х гг состоял во 2-й гильдии Минусинска; он также объявлял свой капитал по 3-й гильдии Ачинска.
В книге учета владельцев торговых и промышленных предприятий за 1904 г значится магазин Н. М. Зайцева по Беловской улице, производящий торговлю по мелочам. Этот магазин состоял из одной комнаты, одного входа и двух складских помещений. За 1903 г оборот составил 6000 рублей и прибыль — 480 рублей. Магазин находился по месту жительства хозяина Н. М. Зайцева по Беловской улице.

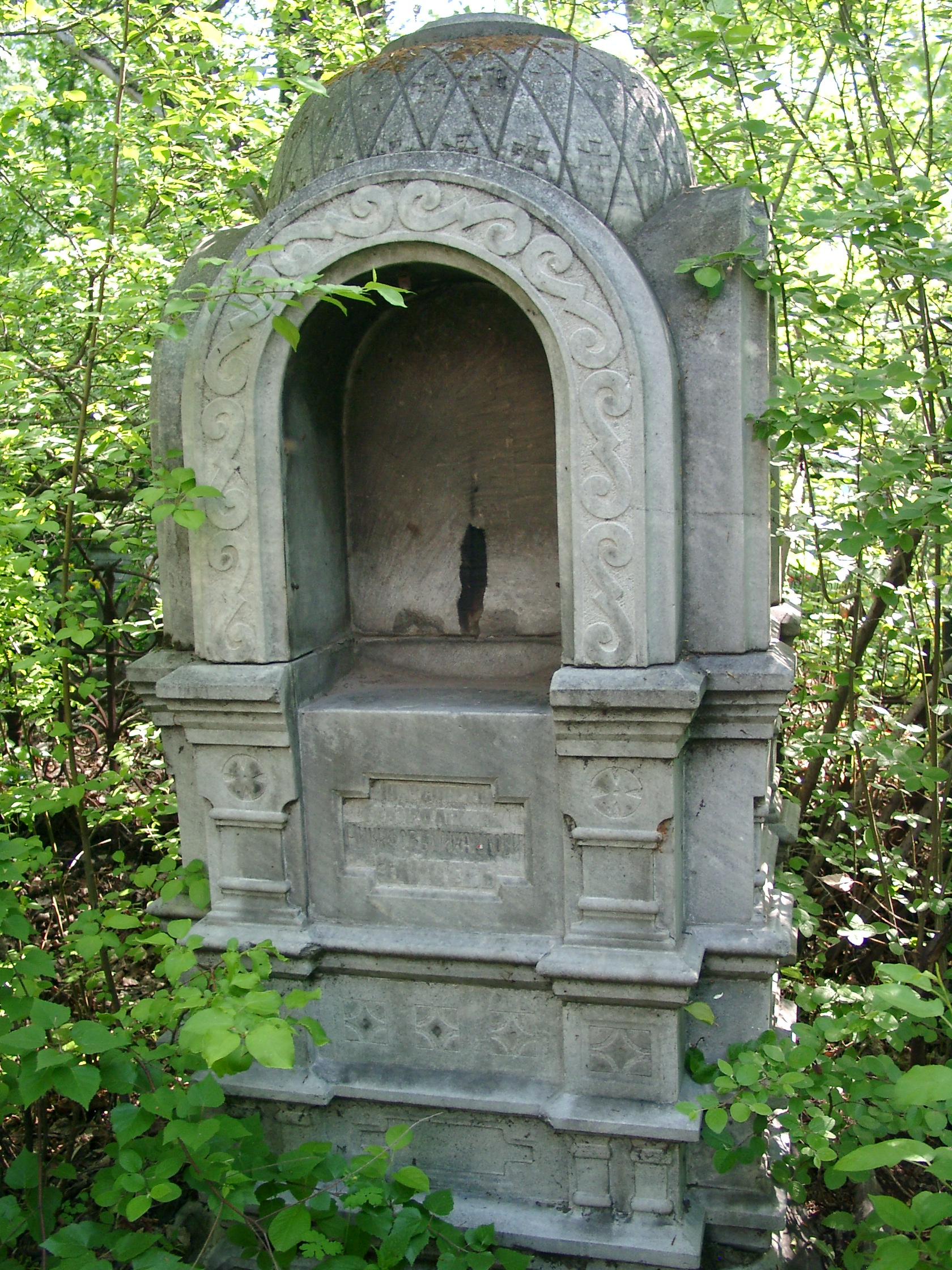
Могила Зайцева Н. М.

Н. М. Зайцев скончался 27 марта 1905 г и покоится на старом кладбище г Минусинск.

## Семья
Анастасия Игнатьевна Зайцева (1822—1880) — первая супруга Н. М. Зайцева. Их дети: Анна (1845-?), Мария (1846—1914), Екатерина (1848—1922) и Елизавета (?-1861).
Мария Павловна Зайцева (1849-?) — вторая супруга Н. М. Зайцева и продолжатель строительства Вознесенского храма в Минусинске. Ею пожертвованы 25 000 рублей на строительство храма и 800 рублей на покупку колоколов. Зайцевой М. П. также пожертвована самая большая икона Спасителя. По указу Его Императорского Величества, М. П. Зайцевой была пожалована золотая шейная медаль на Александровской ленте за вклад в строительство Вознесенского храма. М. П. Зайцева также являлась попечительницей минусинской женской гимназии. Известно, что М. П. Зайцева завещала похоронить её в церковной ограде Вознесенского храма. Однако позже изменила своё решение, сказав, что не достойна этого. Могила М. П. Зайцевой не обнаружена.
Зайцев Пётр Никифорович (1850 — 6 декабря 1897) — сын Н. М. Зайцева, крестьянин Владимирской губернии. Захоронен возле Спасского собора (могила не обнаружена).
Мария Никифоровна Шипилина (1846—31 мая 1914) — дочь Н. М. Зайцева и А. И. Зайцевой, а также супруга минусинского купца Александра Андреевича Шипилина (1831 — 8 июля 1881). В 1862 году А. А. Шипилин числился в 3-й гильдии купечества Минусинска с капиталом в 2400 рублей. В 1872—1873 годах А. А. Шипилин был одним из инициаторов строительства часовни недалеко от Спасского собора в Минусинске. Эта часовня была возведена в память спасения жизни императора Александра II (эта часовня была позже разрушена). Усадьба Шипилиных находилась на улице Большая Спасская (позже улица Комсомольская). У Шипилиных было два сына — Александр и Андрей, и три дочери — Александра (1866—1944), Анастасия (1876—1936) и Валентина.
Екатерина Никифоровна Крылова (1848—1922) — дочь Н. М. Зайцева и с 1861 года — супруга минусинского купца Ивана Васильевича Крылова.
Елизавета Никифоровна Рымарева (?-1861) — дочь Н. М. Зайцева и супруга Красноярского купца первой гильдии Григория Яковлевича Рымарева. У Рымаревых было двое сыновей — Яков и Алексей. Яков Григорьевич Рымарев окончил в 1910 г Томский университет и стал врачом и работал в общественной больнице Минусинска, а также врачом при Минусинской учительской семинарии.
Потомки Н. М. Зайцева в настоящее время проживают на территории Великобритании, Греции, Израиля, Казахстана и России.

## Имущество купца
Из завещания купца известно, что Н. М. Зайцев владел следующей недвижимостью:
— деревянным одноэтажным домом с флигелем, торговой лавкой, надворными постройками и приусадебным участком, находящимся по Беловской улице (ныне ул Ленина, 93). Этот дом был построен в 1878 г;
— домом с надворными постройками на Староприсутственной улице (ныне ул Красных Партизан);
— двухэтажным каменным домом с надворными постройками, торговыми деревянными лавками и приусадебным участком, находящимся на углу Барнаульской улицы и Базарной площади (ныне улица Гоголя 65, на углу улицы Кравченко). Этот дом был приобретен Н. М. Зайцевым у минусинского купца Ивана Петровича Лыткина в 1902 году. В 1917 г владелицей этого дома значилась вдова Мария Павловна Зайцева и затем она его продала Торговому дому «Трифон Савельев и сыновья».